# Македонски лист (1924)
„Македонски лист“ е вестник близък до Вътрешната македонска революционна организация. Издание е на Македонското благотворително братство в Ловеч. Печата се в печатница „Светлина“ на Ст. Рясков. Излиза в един брой на 5 октомври 1924 година. Посветен е на убития през август Тодор Александров и публикува материали за живота и делото му.